# سيمون ماركس

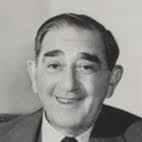
سيمون ماركس

سيمون ماركس، (بالإنجليزية: Simon Marks)‏، هو رجل أعمال يهودي بريطاني. ولد في 9 يوليو 1888م، ليدز، إنجلترا، تلقى تعليمه في مدرسة مانشستر غرمار، وتوفي في 8 ديسمبر 1964م، في لندن، إنجلترا

## سيرته المهنية:
كان من رجال التجارة والصناعة في إنجلترا، وكذلك من مؤيدي الحركة الصهيونية، وهو صاحب مجموعة متاجر ماركس وسبنسر المتكاملة (متعددة الأقسام). هاجر والده إلى إنجلترا قادماً من روسيا عام 1882، وبدأ عمله كبائع متجول وتدرَّج في تجارته حتى فتح العديد من المتاجر الصغيرة التي نمت وتطورت إلى أن أصبحت مجموعة ضخمة من المتاجر المتكاملة المعروفة باسم «ماركس وسبنسر» . وكان النمو الصناعي، الذي تزايدت وتيرته منذ منتصف القرن التاسع عشر، قد أفرز طبقة وسطى متنامية وفي حاجة إلى مثل هذه المتاجر. وكانت خبرات أعضاء الجماعات اليهودية، وكذلك تراثهم التجاري، تؤهلهم لاقتحام هذه المجالات التي كانت لا تزال في بدايتها، وبالتالي تتسم بقدر كبير من المخاطرة.

## إدارته لشركات والده:
وقد تولَّى سيمون إدارة الشركة بعد وفاة أبيه، فحققت في ظل قيادته نجاحاً تجارياً ومالياً ضخماً. وقد شاركه في أعماله إسرائيل موسى سييف، زميل الدراسة وصهره (تزوج كلٌّ منهما أخت الآخر). وقد كان ماركس وسييف من مؤيدي الصهيونية، وقد ساعدا حاييم وايزمان في مجهوداته للحصول على وعد بلفور. كما شارك ماركس في المفاوضات السياسية بين القيادات الصهيونية والحكومات البريطانية حتى قيام دولة إسرائيل. كما اشترك في البعثة الصهيونية لمؤتمر باريس للسلام. ساهم هو وسييف في تأسيس معهد دانيال سييف للبحوث عام 1934 في فلسطين، والذي تطوَّر عنه معهد حاييم وايزمان للعلوم عام 1949 بعد قيام دولة إسرائيل. وساهم ماركس في دعم التطور الاقتصادي لإسرائيل كما قدَّم ملايين الجنيهات كتبرعات لها. وجاء تأييد ماركس للحركة الصهيونية، مثله مثل غيره من أثرياء اليهود المندمجين، باعتبارها حلاً لمشكلة يهود شرق أوروبا الذين كانت هجرتهم إلى الغرب تهدد أوضاع ومكانة اليهود المندمجين. وكانت الحركة الصهيونية تعكس ارتباط مصالحه ومصالح غيره من أثرياء اليهود بمصالح الرأسمالية الإمبريالية البريطانية التي كانت تسعى إلى إقامة قاعدة لها في المشرق العربي. وقد حصل ماركس على لقب «سير» عام 1944 تقديراً لخدماته خلال الحرب العالمية الثانية. كما حصل على لقب «بارون» عام 1961.